# Sajónémeti, Borsod-Abaúj-Zemplén
Sajónémeti este un sat în districtul Putnok, județul Borsod-Abaúj-Zemplén, Ungaria, având o populație de 517 locuitori (2011). 

## Demografie
Componența etnică a satului Sajónémeti
     Maghiari (74,02%)
     Romi (25,98%)
Componența confesională a satului Sajónémeti
     Romano-catolici (67,31%)
     Fără religie (10,83%)
     Reformați (3,29%)
     Greco-catolici (1,16%)
     Necunoscută (17,41%)
     Alte religii (1,93%)
Conform recensământului din 2011, satul Sajónémeti avea 517 locuitori. Din punct de vedere etnic, majoritatea locuitorilor (74,02%) erau maghiari, cu o minoritate de romi (25,98%).  Din punct de vedere confesional, majoritatea locuitorilor (67,31%) erau romano-catolici, existând și minorități de persoane fără religie (10,83%), reformați (3,29%) și greco-catolici (1,16%). Pentru 17,41% din locuitori nu este cunoscută apartenența confesională.